# ゲーミングチェア

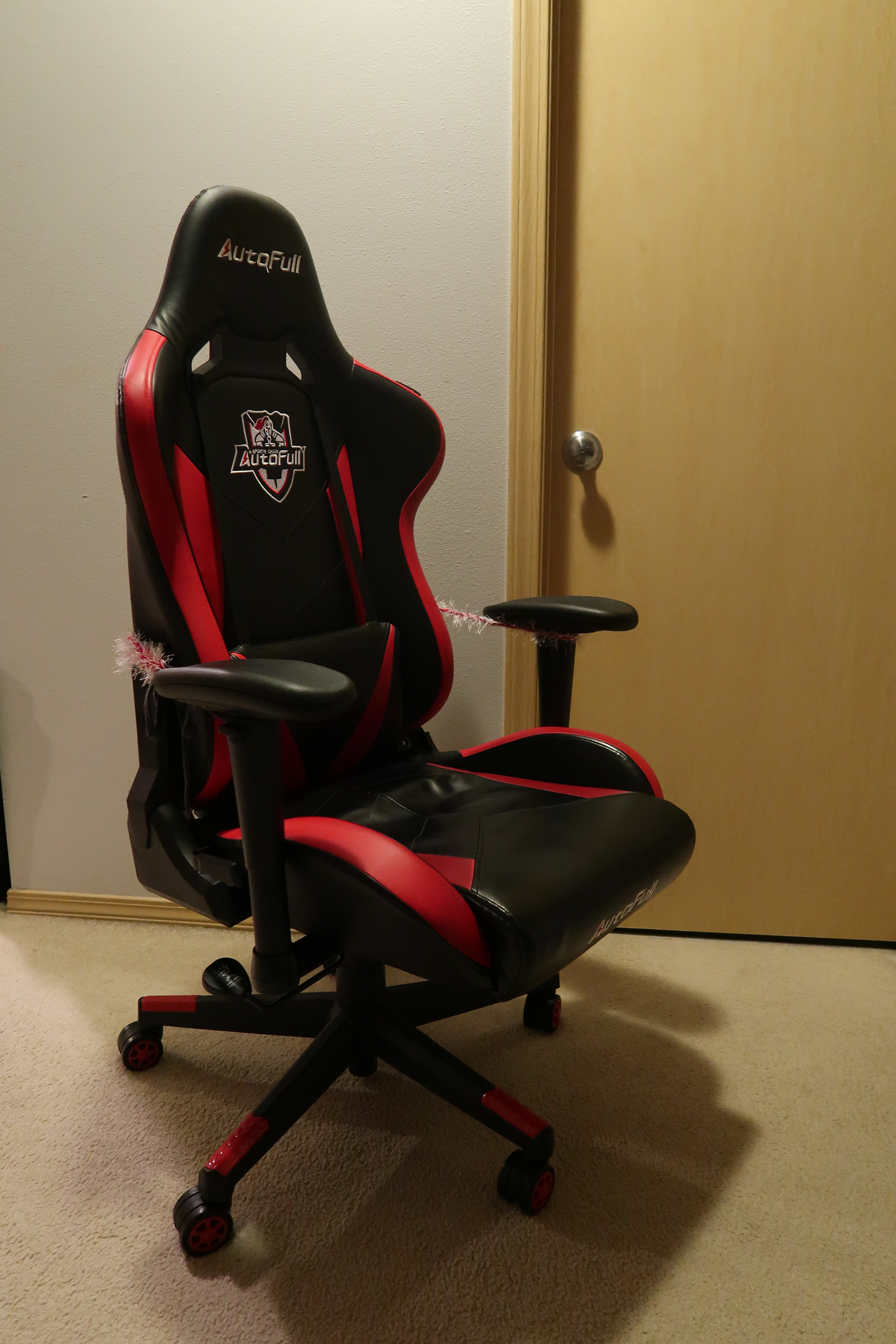
ゲーミングチェア

ゲーミングチェアは、ゲームプレイに特化したイスの総称。背中と肩を支えるハイバック仕様であり、レーシングカーのバケットシートを原型としたデザインが特徴である。

## 歴史
2000年代の自動車市場の停滞を背景として、当時レーシングシートを生産していたアメリカ合衆国のDXRACERが人間工学に基づいたデザインを活用し、2006年に世界初のゲーミングチェアを発売した。
以降、eスポーツの人気上昇とともに世界のゲーミングチェア市場は拡大しており、日本では2020年に新型コロナウイルス緊急事態宣言に伴う在宅勤務・テレワークの推奨に伴ってゲーミングチェアの人気も高まった。
また、実際に日本のプロスポーツのプレイヤーズベンチでも、疲労軽減効果をもたらす設計や座り心地の観点からゲーミングチェアの導入事例が増加しつつあり、Jリーグでは味の素スタジアム、プロ野球（NPB）では明治神宮野球場、楽天モバイルパーク宮城、東京ドーム（監督用座席のみ）といったスタジアムで導入されている。

## 概要
ゲーミングチェアは、長時間のゲームプレイでも疲れにくく、集中しやすい姿勢を維持できるように人間工学に基づいた機能が備わっている。
日本国内のゲーミングチェア所有者を対象とした調査結果によると、使用目的は仕事とゲームが半々であり、全体の87.9%が購入したゲーミングチェアに満足している。
ゲーミングチェアの特徴的な機能としてはヘッドレスト、ランバーサポート、オットマン（足乗せ）があり、リクライニングにより寝ることもできる。リクライニング機能などはそのままに座椅子形状のゲーミングチェアも登場している。
ゲーミングチェアはオフィスチェアなどに比べて低価格な製品が多く、手頃な値段により幅広いユーザーに人気を得た。耐久性は3年から5年程度とされており、製品、使用頻度、環境などによって異なる。

### ゲーミングチェアとオフィスチェアの違い
ゲーミングチェアとオフィスチェアにそれぞれに明確な定義はないが、ゲーミングチェアは後傾姿勢に最適化されているものが多く、オフィスチェアは前傾姿勢に最適化されているもの（前傾チルト搭載など）が多いとされる。ゲーミング家具ブランド Bauhutte によればFPSゲームに向くのは後傾姿勢であるものの、今のゲーマーは前傾姿勢が多いとされる。一方、オフィスチェアを扱うメーカー（Herman Miller、オカムラなど）もゲーミングチェアへと参入したが、オフィス系のメーカーは前傾姿勢に向けたゲーミングチェアを発売するようになった。
またゲーミングチェアはレーシングシートが由来であることからモータースポーツのフルバケットシート、セミバケットシートを思わせるレーシングハーネス用の穴が開いたデザインと大きなリクライニング機能を有する製品が多く、それがオフィスチェアとの明確な違いでもあった。しかしながらその後レザー調以外のゲーミングチェアが増え、またゲーミングチェアを扱うメーカーがオフィス向けモデルへも進出し、ゲーミングチェアとオフィスチェアの明確な違いはなくなりつつある。

## 素材
表面素材はポリウレタンレザー製とファブリック製がある。2021年にはDXRACERから世界初のフルエアメッシュ製ゲーミングチェアが発売され、オフィスチェアのようなメッシュ製も増えてきている。
クッションではウレタンのもの、モールドウレタンのもの、ポケットコイルのものなどが存在する。ゲーミング家具ブランド Bauhutteのアンケート調査によればチェアのユーザーはクッション性を重視する人が多く、クッション性では柔らかめを求める人と硬めを求める人が居たとされる。

## 耐久性・安全性
ゲーミングチェア自体には耐久基準や安全規格が無いものの、一部のメーカーはオフィスチェアの規格を準用して性能試験したことを謳うゲーミングチェアを出している（AKRacingのPremiumシリーズ、コンティークス、noblechairsなど）。

## 付加機能
スピーカーを搭載したゲーミングチェア（「GTRacing ゲーミングチェア スピーカー」など）や、マッサージ機能を搭載したゲーミングチェアも存在する。

## 価格帯と主なメーカー
日本では、黎明期から販売している先述のDXRACERや中国のAKRacingなどが高価格帯として人気であるが、近年はネット通販を中心に格安の中国製品やそれに対抗する国内メーカーも増えている。
国内メーカーは中低価格帯が多く、中価格帯は関家具のContieaks（コンティークス）、ビーズのBauhutte（バウヒュッテ）などが、低価格帯だとGTRacingやCyberGround、アイリスオーヤマが人気を博している。
海外では独自性の高いデザインのゲーミングチェアも人気であり、ゲーミングチェアブランドは年々増えている。